# Helioprosopa macrocera
Helioprosopa macrocera är en tvåvingeart som beskrevs av Henry Jonathan Reinhard 1964. Helioprosopa macrocera ingår i släktet Helioprosopa och familjen parasitflugor.
Artens utbredningsområde är Colombia. Inga underarter finns listade i Catalogue of Life.